# Raymond III av Tripoli

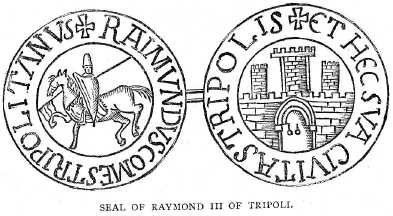
Teckning av Raymond III:s sigill.

Raymond III av Tripoli, född 1140, död 1187 i Tripoli, var en monark (greve) av Tripoli (Tripolis) från 1152 till 1187. 